# Cementerio Vvedénskoye
El cementerio Vvedénskoye (también conocido como: Alemán, Heterodoxo) es un cementerio histórico del distrito Lefórtovo de Moscú, creado en 1771 para enterrar a los fallecidos durante la epidemia de peste. Antes de la revolución rusa de 1917 se utilizaba principalmente para extranjeros (a quienes en aquella época se referían generalmente como "alemanes") y, como la mayoría de ellos no eran ortodoxos, el cementerio se consideraba y se llamaba heterodoxo. Recibió su nombre actual en honor al cerro donde se ubica, cuyo nombre, a su vez, se remonta al de una aldea desaparecida.  Está en la lista de los sitios de patrimonio histórico y cultural ruso, y su necrópolis es un museo al aire libre. Muchas de sus lápidas y monumentos, que son ejemplos muy típicos del gótico, el clasicismo, el eclecticismo y el modernismo, fueron creados por escultores y arquitectos famosos. Actualmente ocupa una superficie de unas 20 hectáreas.

## Personalidades sepultadas
- Eduard Kolmanovski – compositor ruso soviético;
- Stepán Krétov – aviador militar soviético;
- Kondrat Melnik – oficial militar soviético;
- Alberto Sánchez Pérez –  escultor y pintor español;
- José Santacreu Mansanet –  periodista, crítico literario y traductor español;
- Valeri Popénchenko – boxeador soviético;
- Iván Piatyjin – piloto de bombardero soviético;
- Víktor Vasnetsov – pintor ruso;
- Boris Vladímirov – teniente general del ejército soviético

## Galería

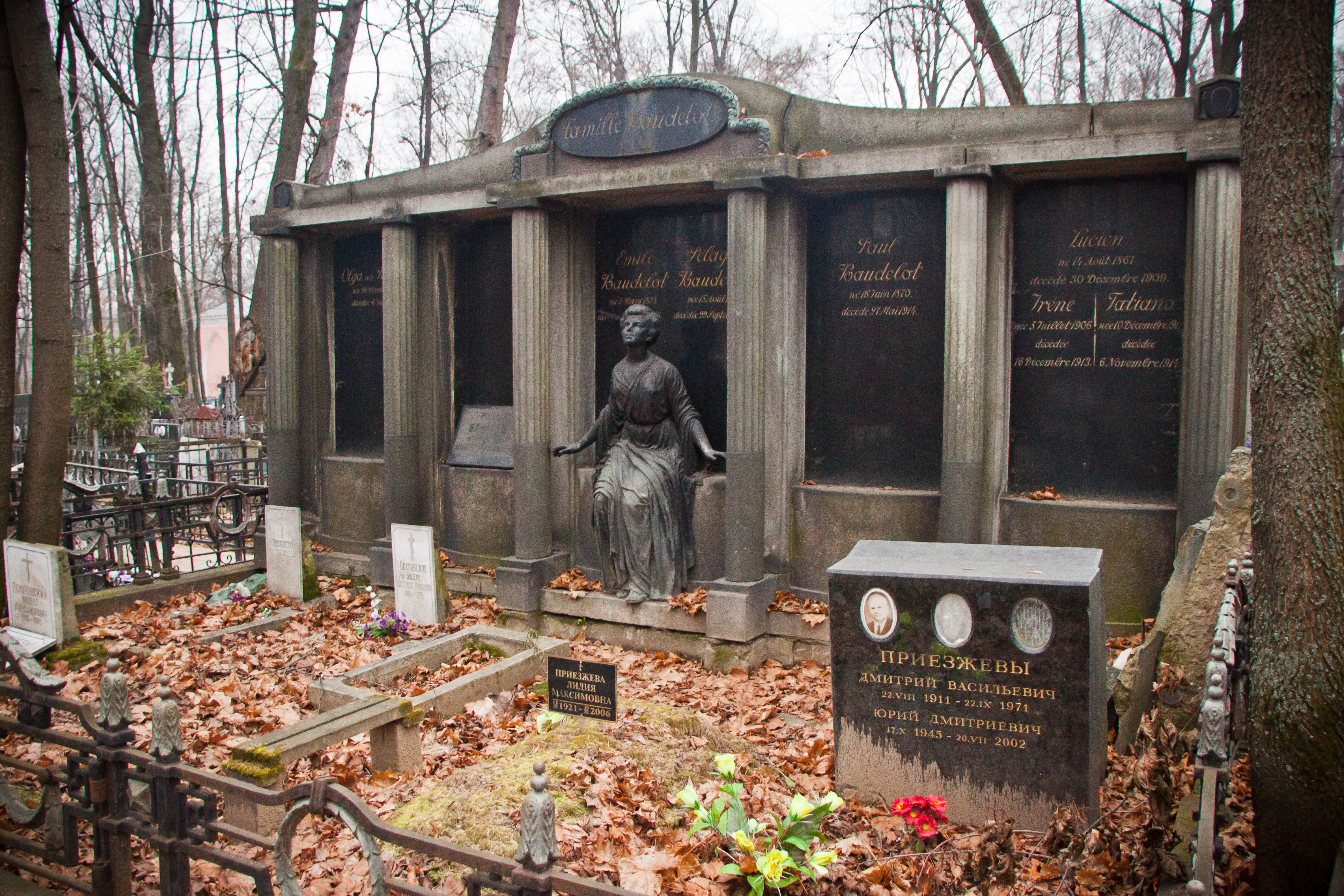
Una tumba, 2012

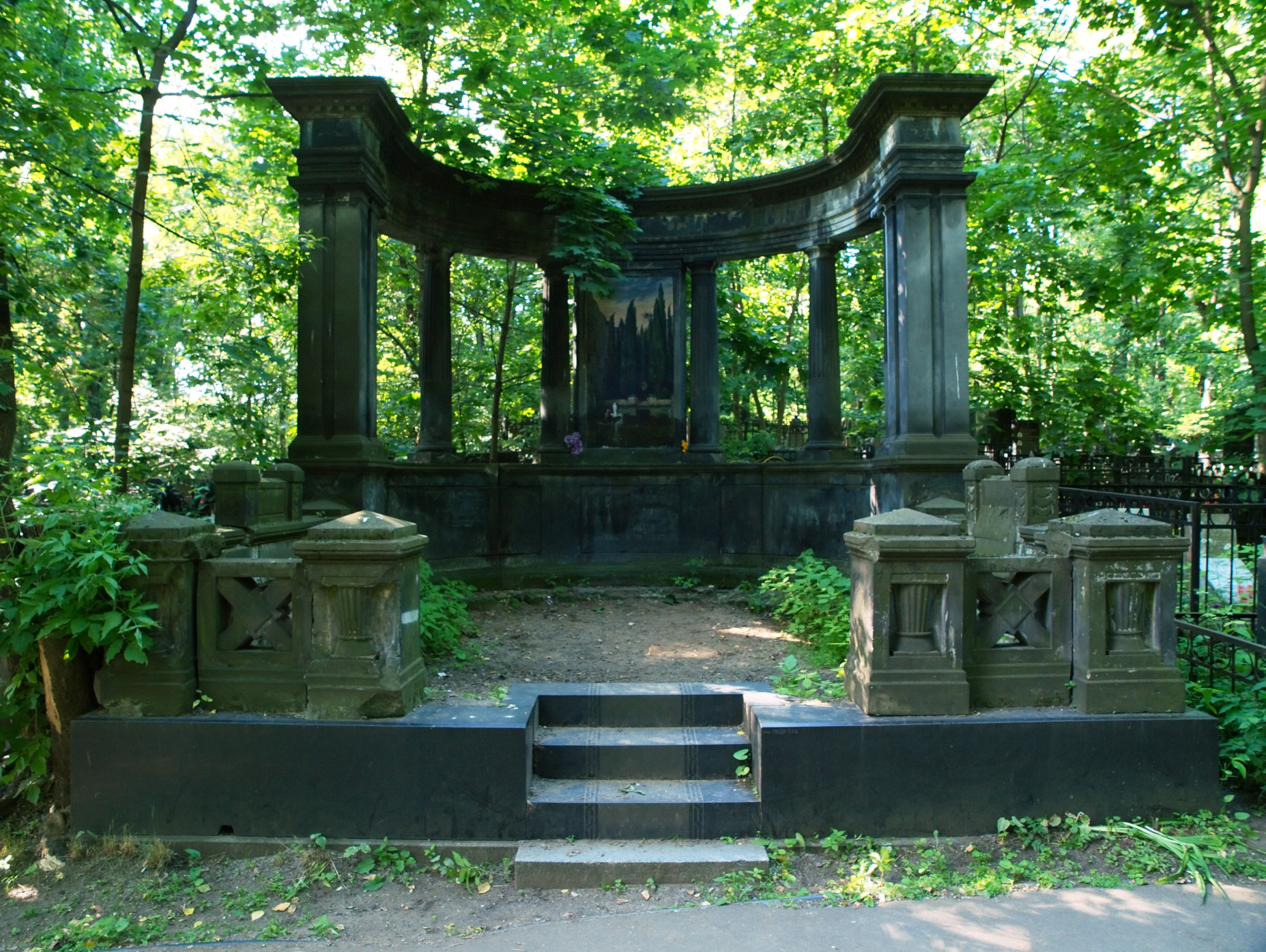
Tumba de George Lyen, 2008

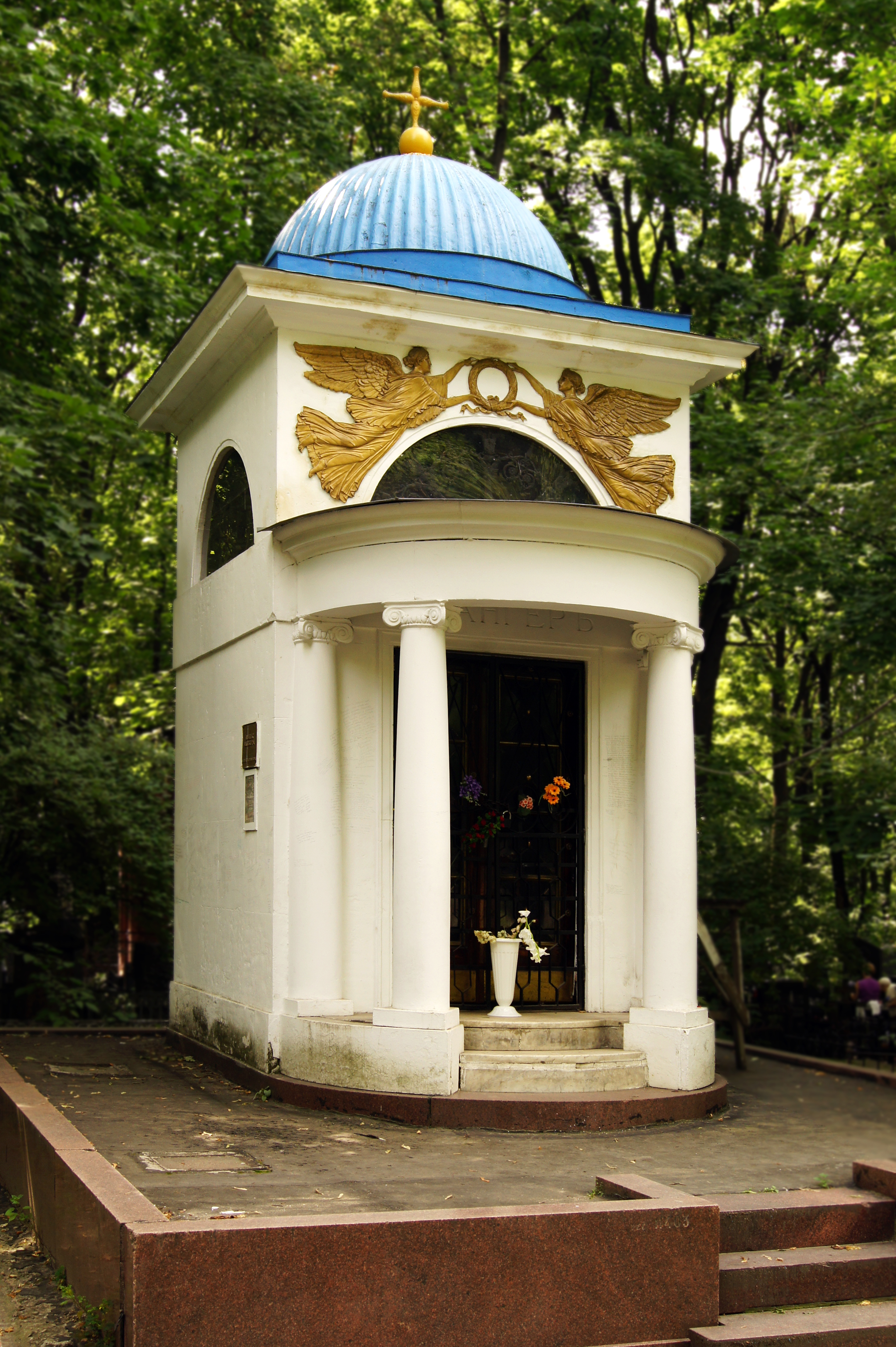
Mausoleo de los Erlangers, 2011

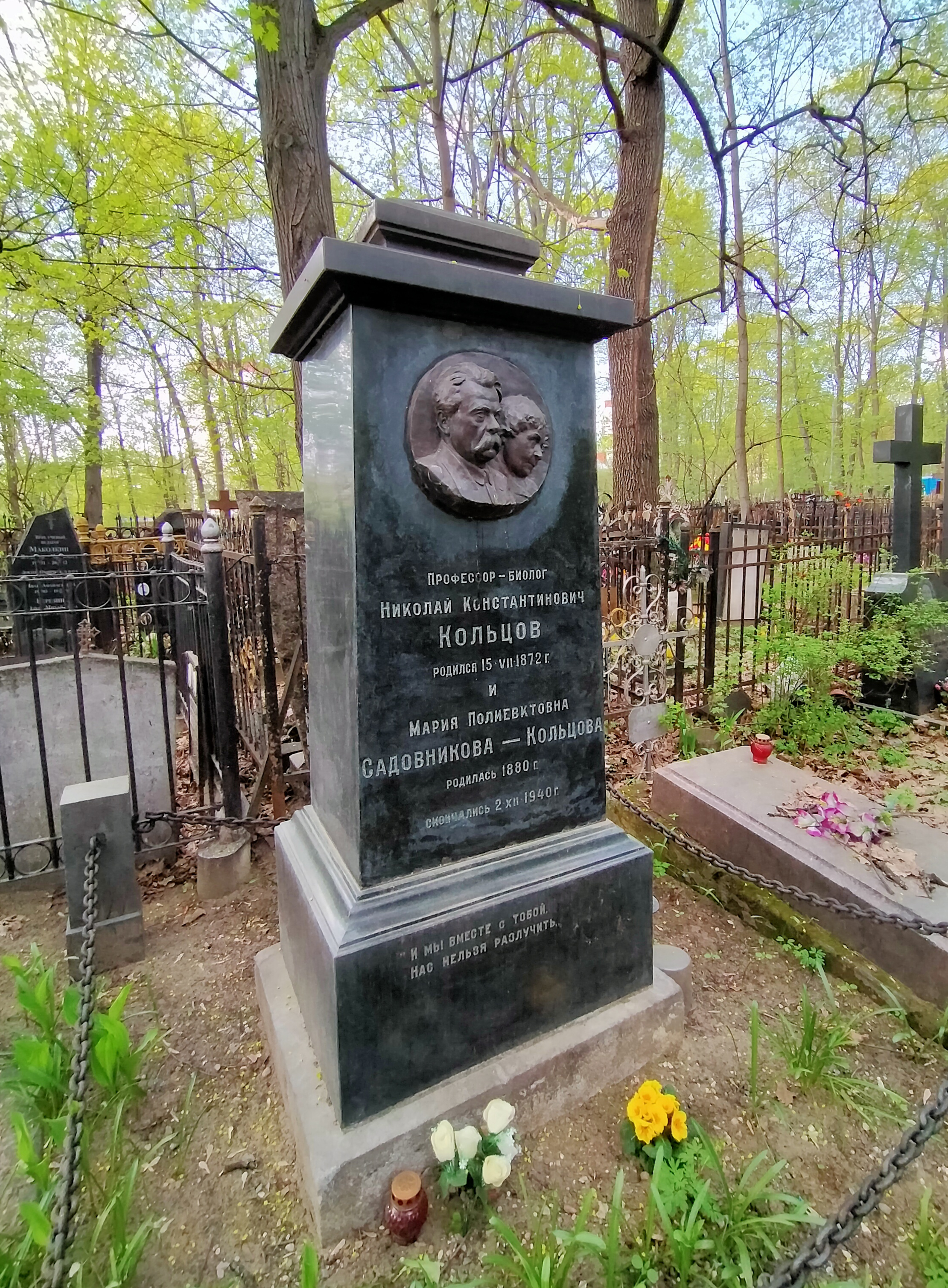
Tumba del biólogo Nikolái Koltsov, 2008

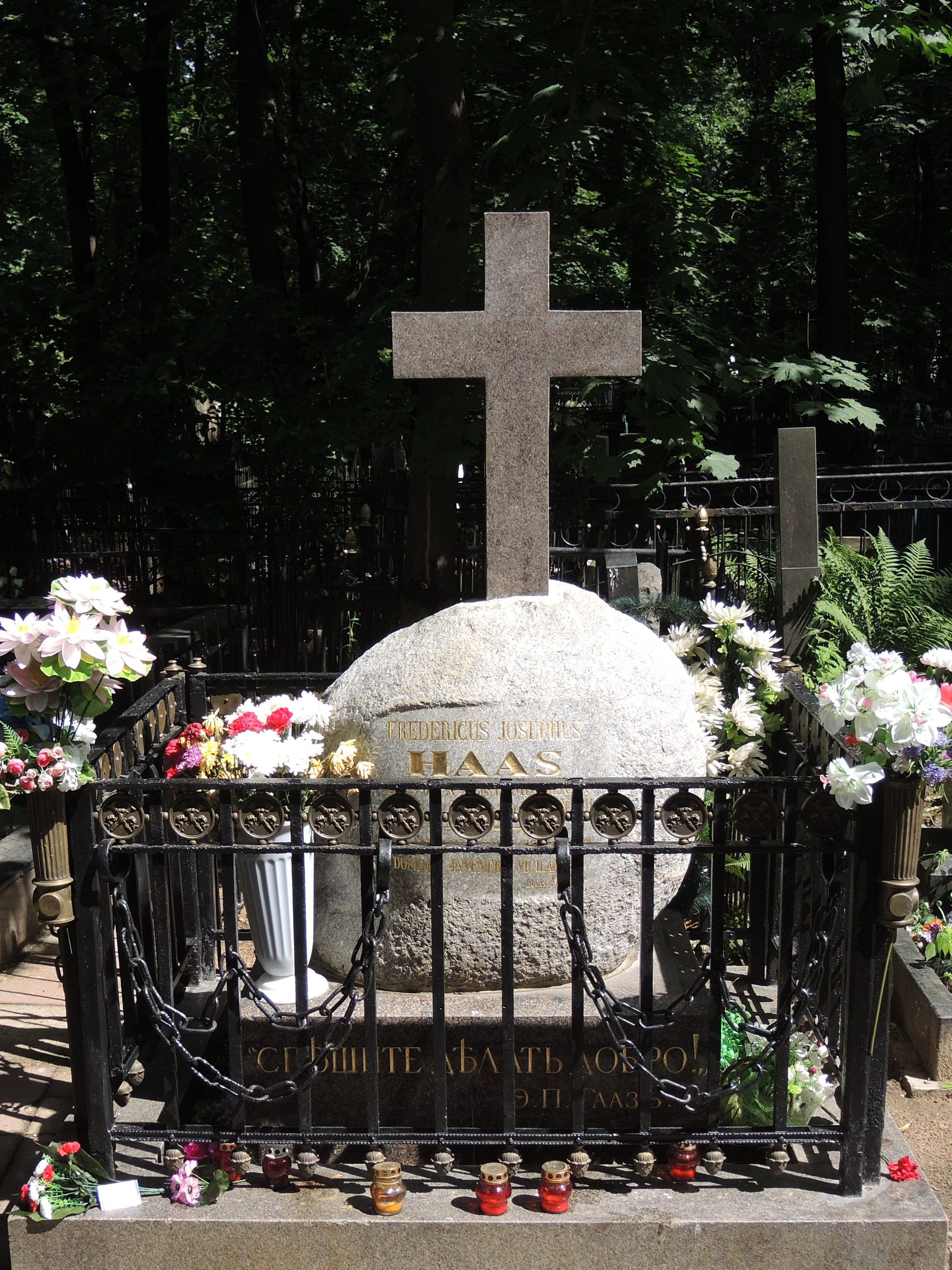
Tumba del doctor Fiodor Gaaz, 2017

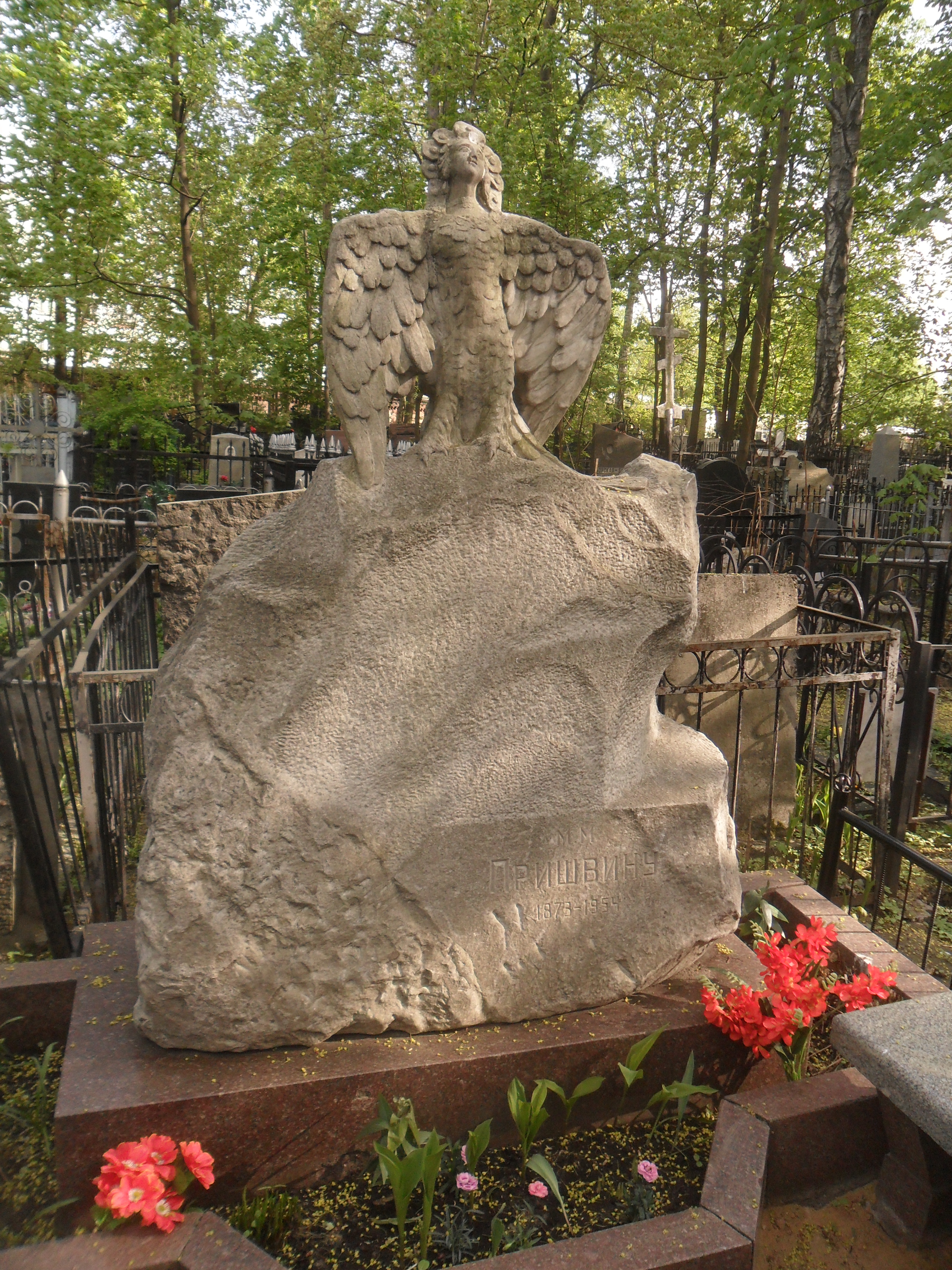
Tumba del escritor Mijaíl Prishvin, 2014

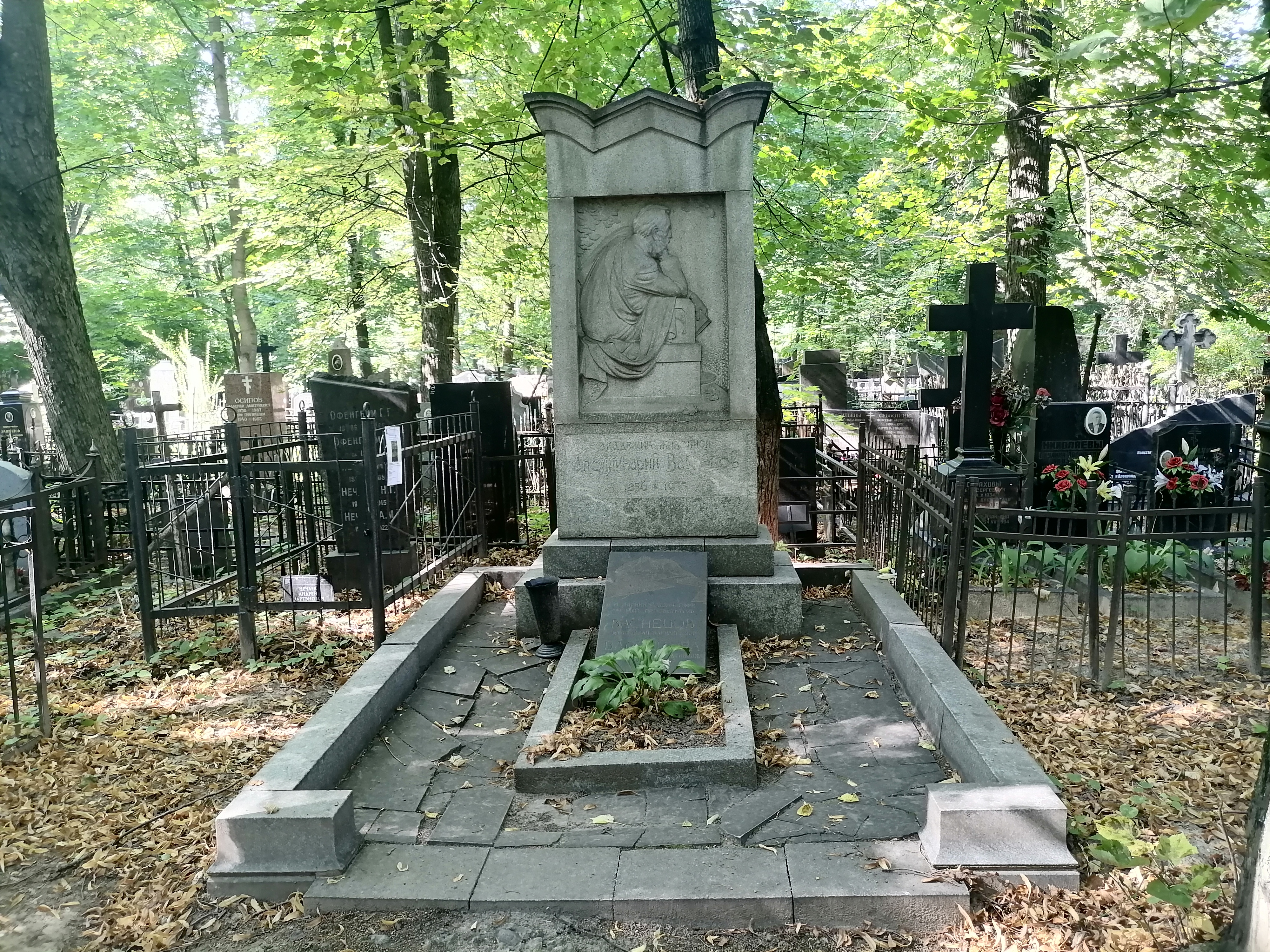
Tumba del artista Apollinary Vasnetsov, 2023

Tumba de la actriz Rina Zelenaya

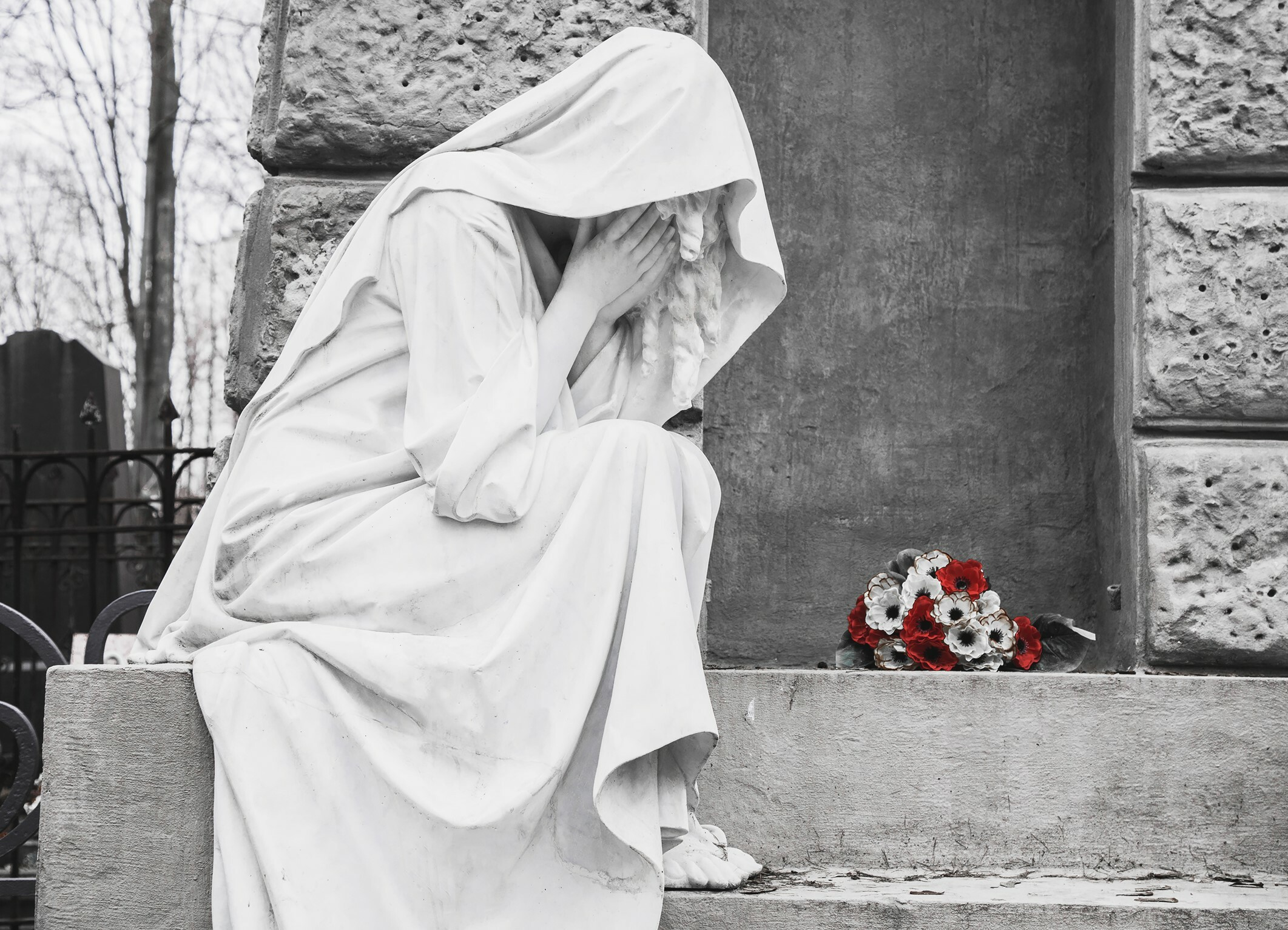
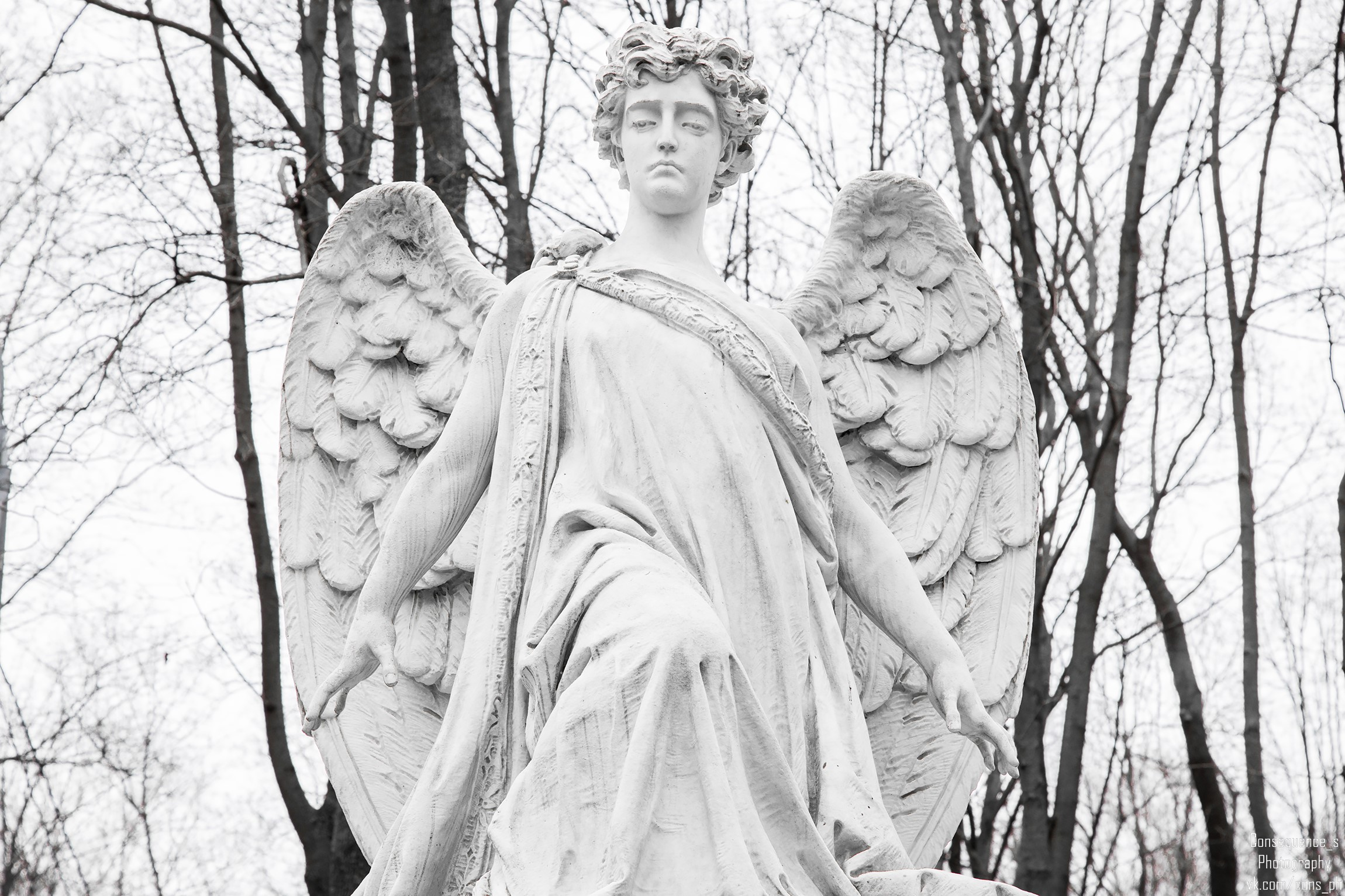
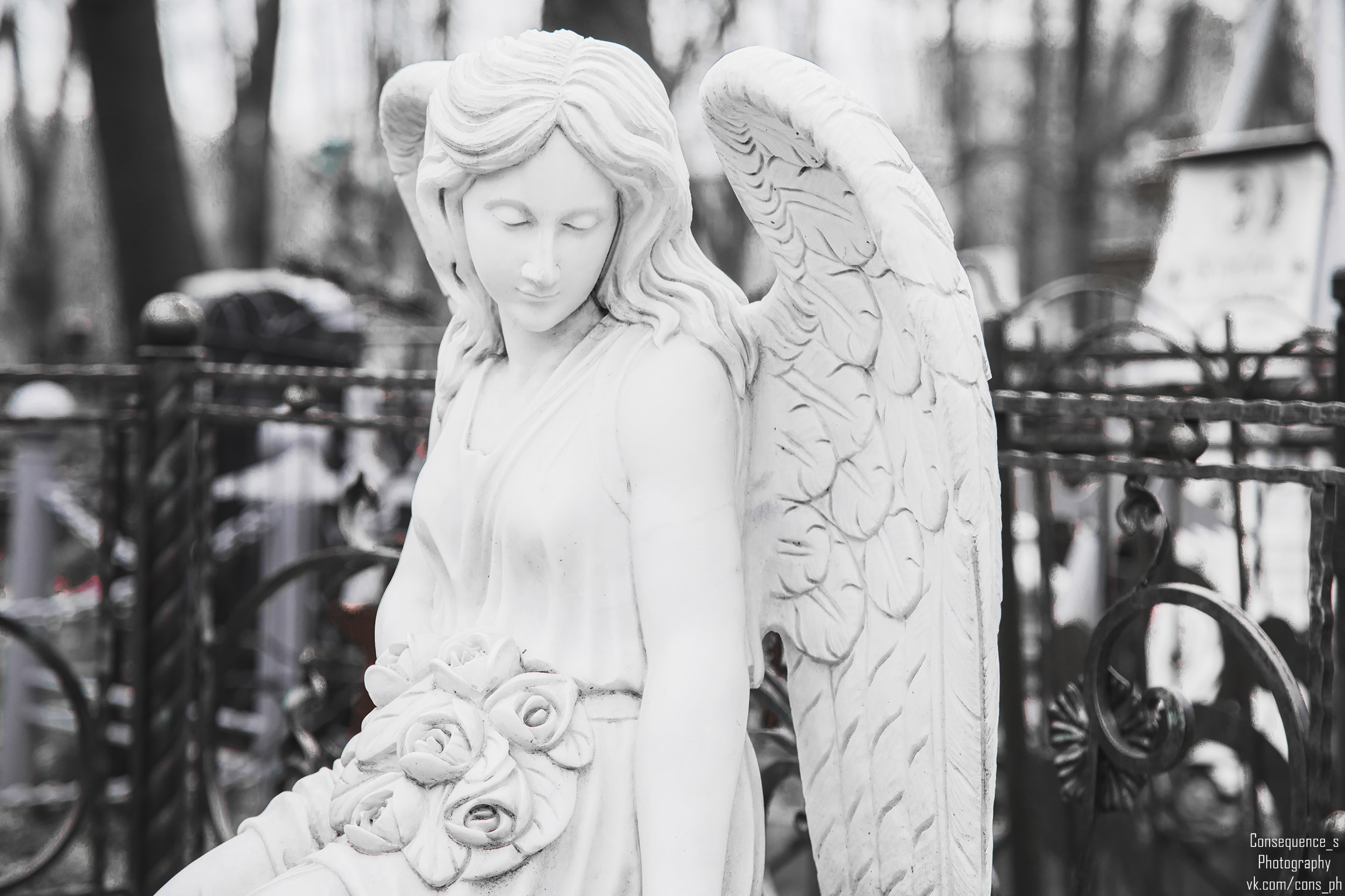
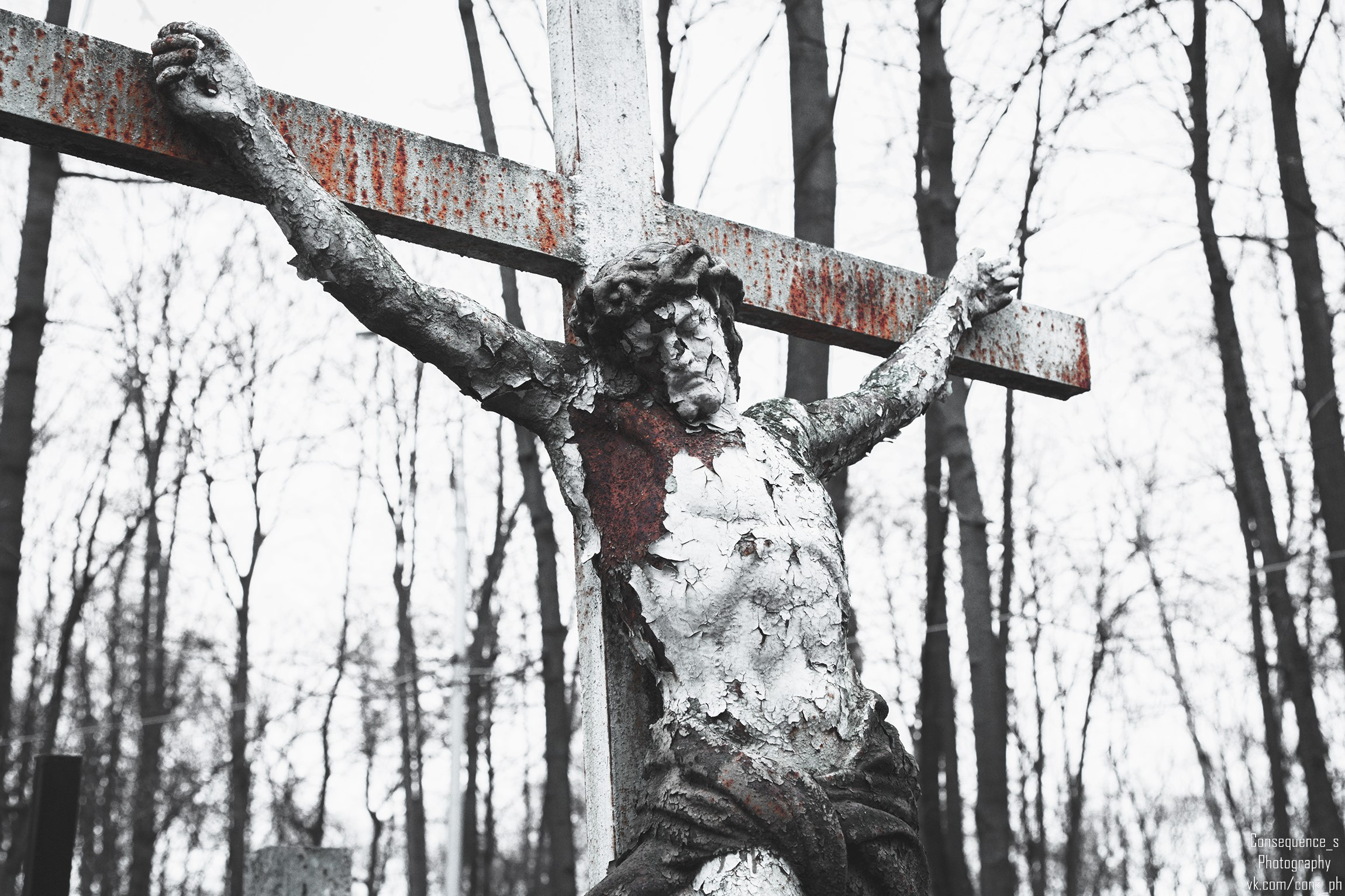
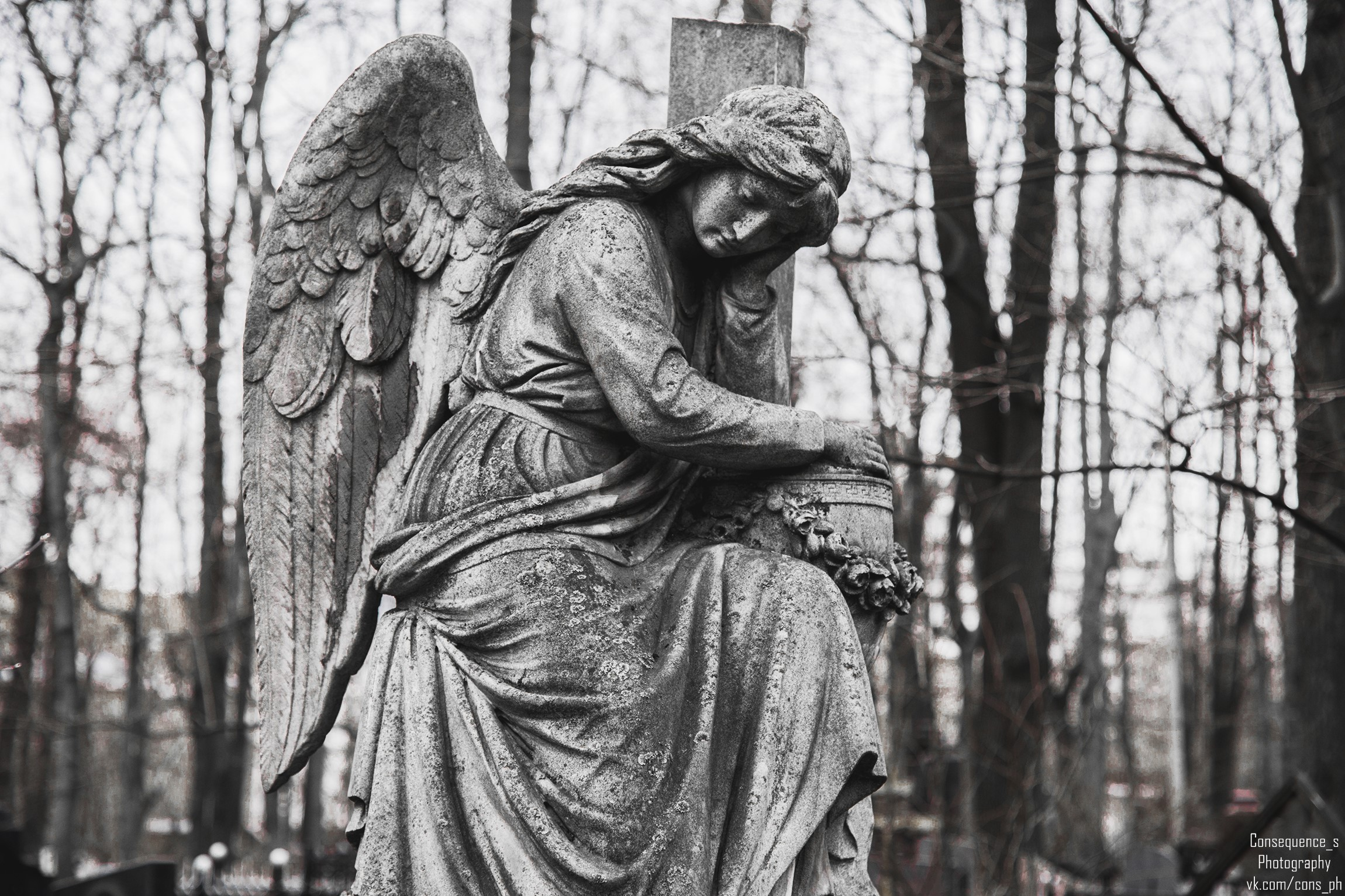
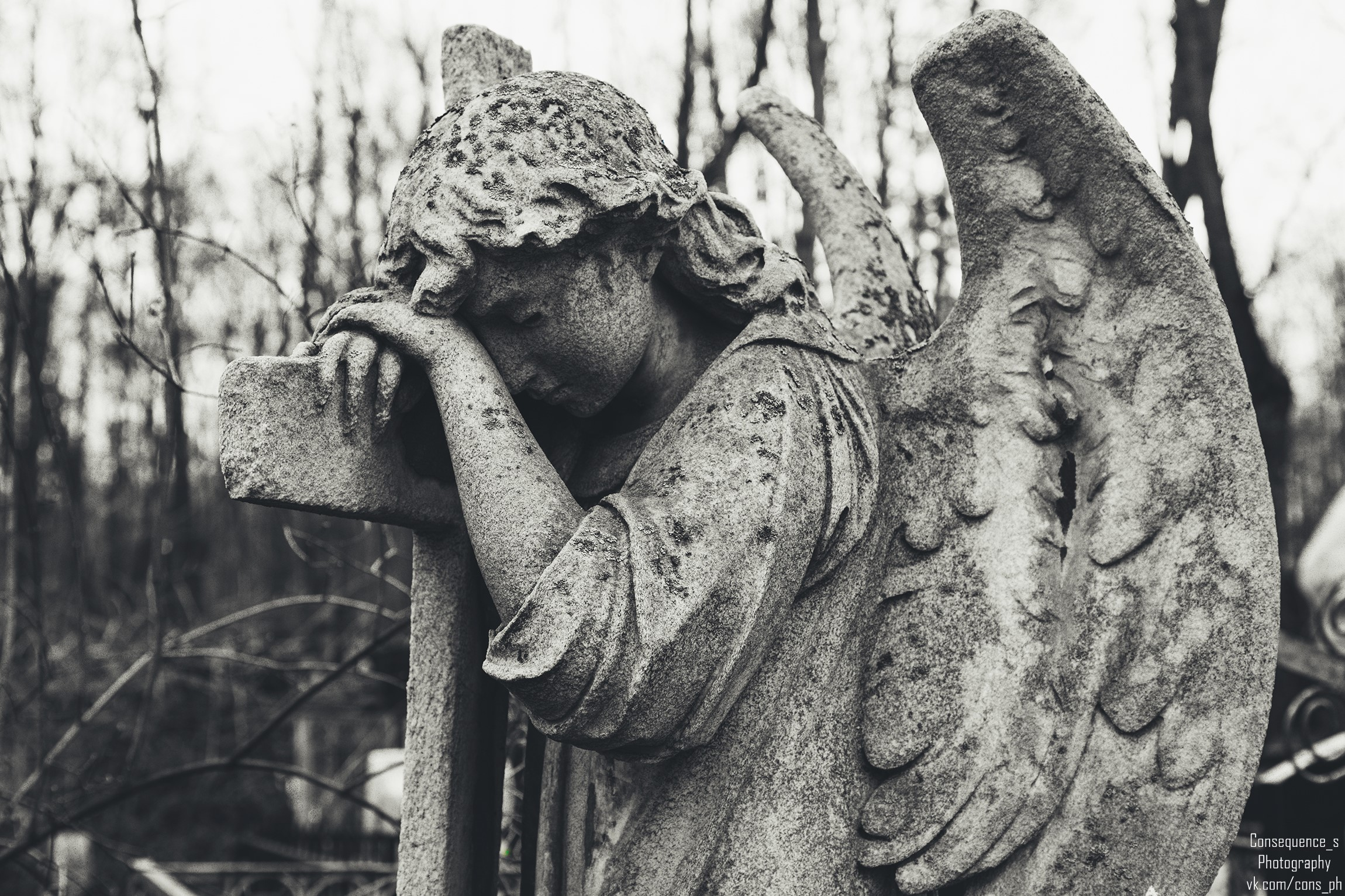
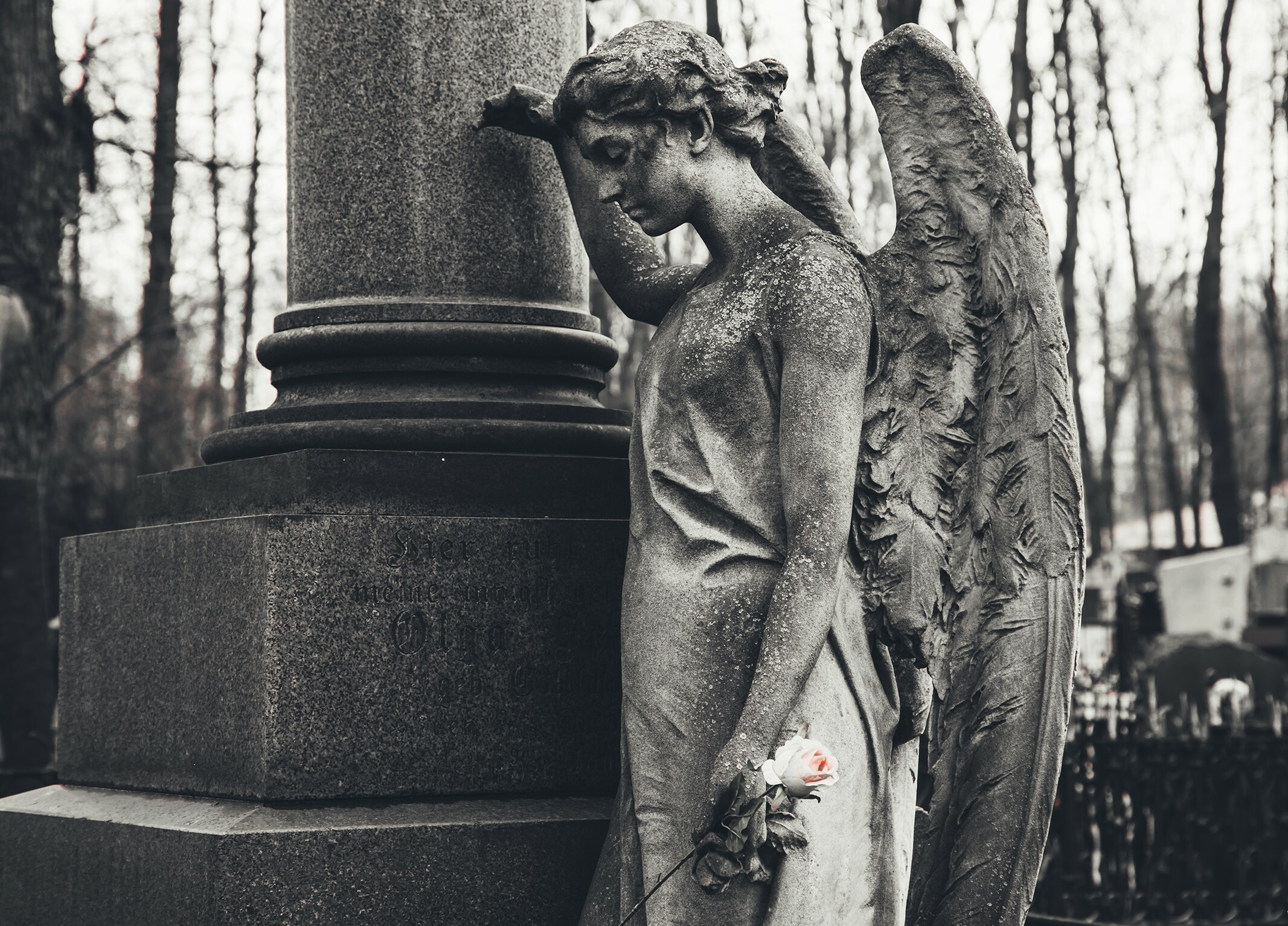
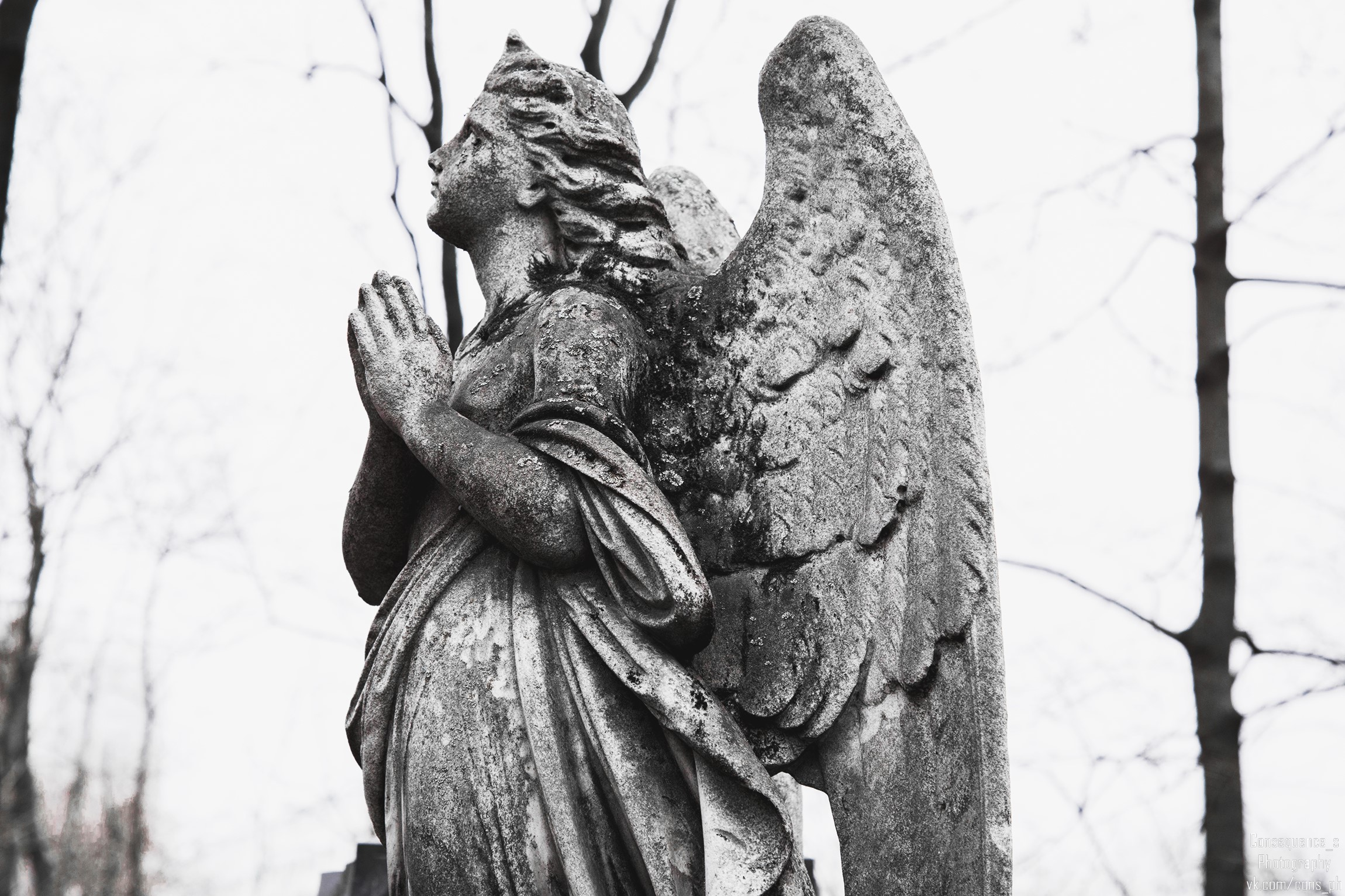

- Datos: Q1517387
- Multimedia: Vvedenskoe cemetery / Q1517387